# Куксу (локшина)
Куксу (кор. 국수) — страва корейської кухні, локшина, а крім того — холодний суп з цієї локшини. На діалекті радянських корейців називається «куксі».
Синонімом «куксу» є китаїзм «Мен» (кор. 면, 麵). В Азії готують локшину приблизно з 6000-5000 до н. е. Пшенична локшина (кор. 밀 국수) в Кореї була дорогою, і увійшла в повсякденний раціон тільки приблизно 1945 року, її досі їдять на свята, дні народження і весілля: довжина локшини вважається приносить довголіття або пророчить довге спільне життя.
Традиційні корейські страви з локшиною — онмен (куксу чаньгук) (локшина в гарячому прозорому бульйоні), ненмьон (холодна гречана локшина), пібім куксу (холодна локшина з овочами), кхалькуксу, коньгуксу (локшина з холодною соєвої підливою). У придворній корейській кухні цінувалася страва «пекмен», гречана локшина в бульйоні з фазана. Ненмьон корейська придворна еліта їла влітку, додаючи в нього тоньгімчхі (рідкий кімчі з редискою) і яловичину.

## Куксу за інгредієнтами

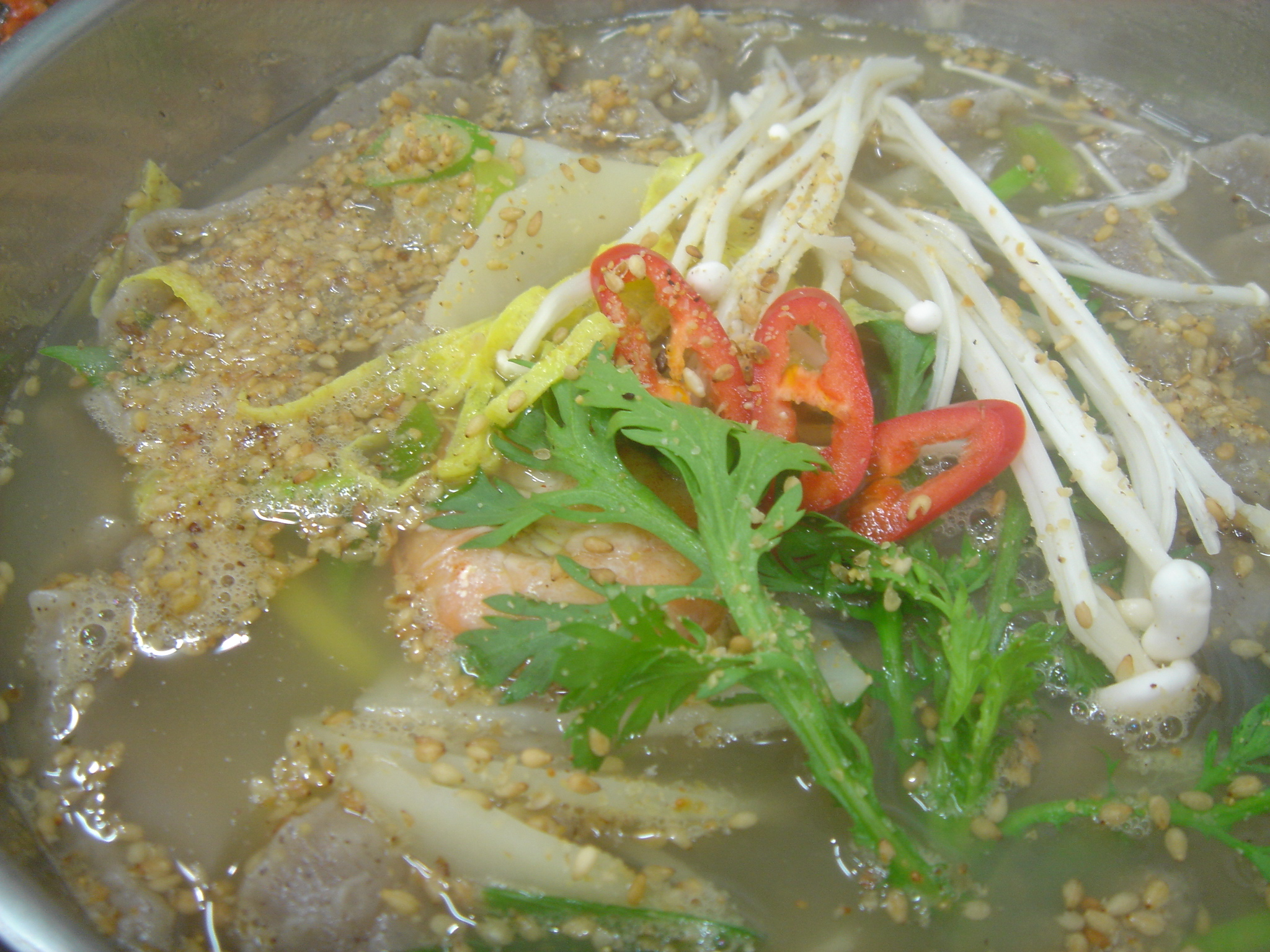
Меміль куксу

- Таньмен (кор. 당면) — фунчоза з картопляного крохмалю;
- меміль куксу(кор. 메밀국수) — гречана локшина, аналогічна сомену;
- ольчхьньї куксу (кор. 올챙이국수) — страва гірських районів Кореї, локшина з кукурудзяного борошна[5];
- камджа куксу (кор. 감자국수) — локшина з суміші картопляного крохмалю, рисового борошна і клейкого рису[6];
- камджаноньма куксу (кор. 감자농마국수) — важкожувальна локшина з картопляного крохмалю, місцева страва Хванхедо[7].
- сомен тонка пшенична локшина, аналогічна японському сомену;
- локшина з желудівого борошна тотхори куксу[en] — [8]
- чхік куксу (кор. 칡국수) — локшина з кудзу і гречки[9];
- ссук кхалькуксу (кор. 쑥칼국수) — локшина з суміші полинового і пшеничного борошна[10];
- хопак куксу (кор. 호박국수) — гарбузово-пшеничне локшина[11];
- ккольтту куксу (кор. 꼴뚜국수) — локшина з гречки та пшениці[12];
- чхонсачхе — напівпрозора локшинафото [Архівовано 11 вересня 2008 у Wayback Machine.] із залишків бульйону, в якому варилася комбу. Через м'якість смаку зазвичай вживається з хве[13].

## Страви з локшиною

### Панчхани
- Чапчхе — таньмен, обсмажений з яловичиною та овочами.

### Китайська локшина
- Чаджаньміеон — товста пшеничне локшина з пастою з чорних бобів;
- Ччамппон (짬뽕) — гостра локшина.

### Гарячі супи з локшиною

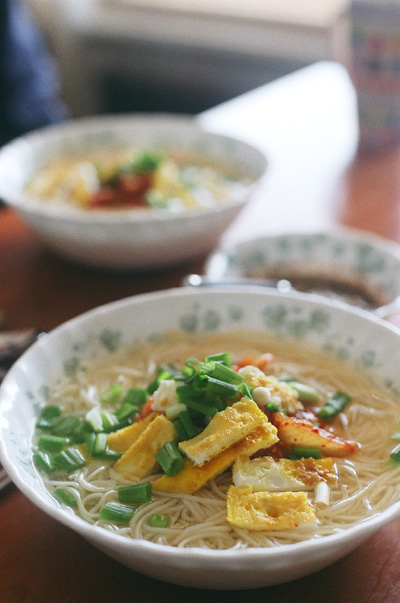
Чанчхі куксу

- Чанчхі куксу (잔치 국수) — пшенична локшина в бульйоні з анчоусами і (можливо) тасімою або яловичиною. Подається з соусом з кунжутної олії, соєвого соусу, зеленої цибулі і невеликої кількості меленого червоного перцю. Тонконарізані варене яйце, чидан (지단), кім і цукіні прикрашають верх страви. Слово «чанчхі» означає святкування, бенкет, так як цю страву їдять на весільних вечірках і в дні народження[14];
- Кхальгуксу (칼국수) — нарізана ножем пшенична локшина в бульйоні з водоростей;
- Комгуксу (кор. 곰국 수) — пшенична локшина в бульйоні комкуку.

### Холодні страви з локшиною

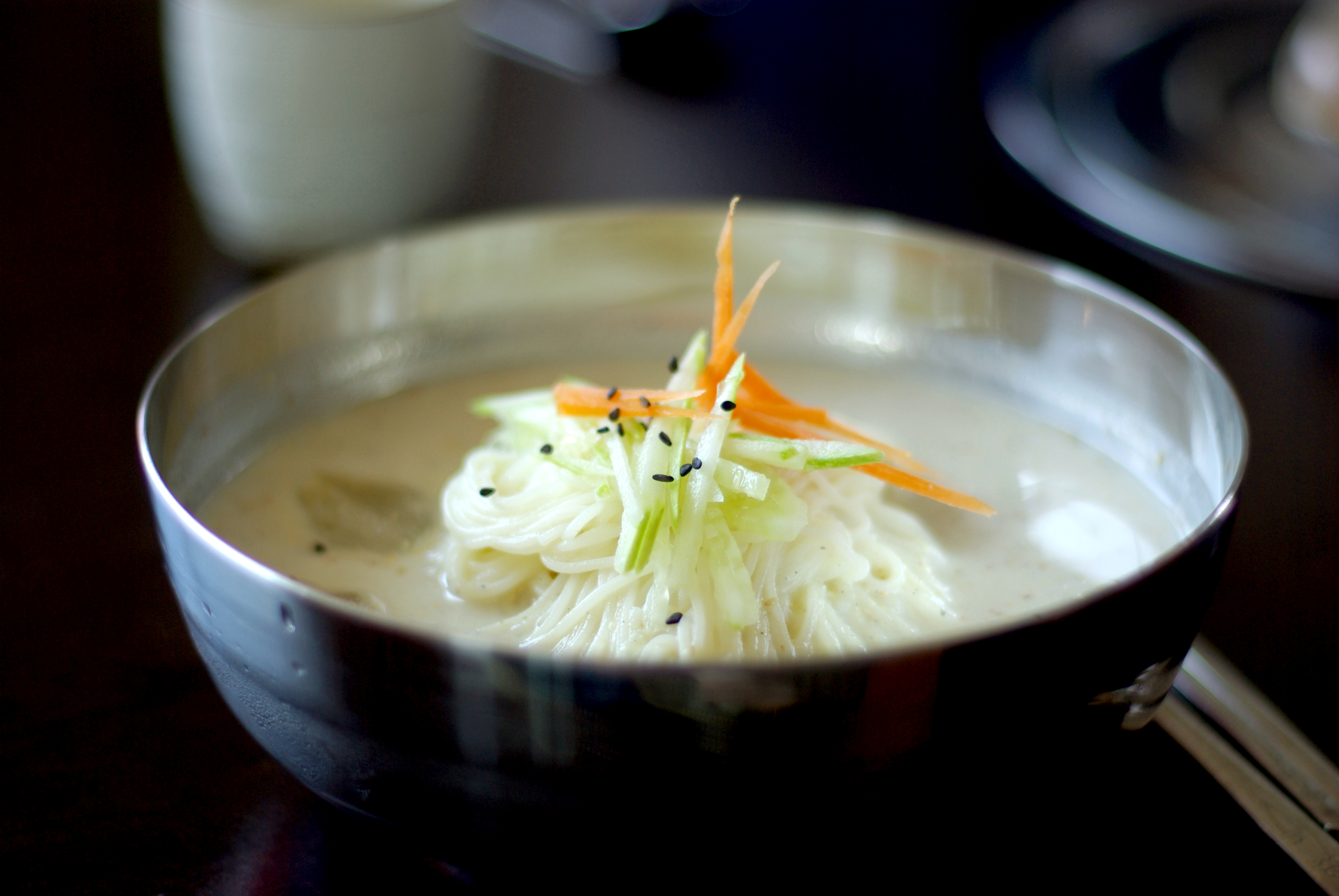
Кхоньгуксу

- Пібім куксу (비빔 국수) — тонка пшенична локшина з соусом з кочхуджану і оцту, прикрашається звареним круто яйцем, огірком і кімчі;
- Маккуксу (막국수) — гречана локшина в супі, страва особливо популярна в Канвон;
- Ненмен — тонка гречана локшина в холодному супі або з соусом на основі кочхуджану;
  - муль ненмен — «водяна холодна локшина», подається з яловичим бульйоном або редисовим кімчі, тоньчхімі;
  - пібім ненмен — подається без рідини, з чхокочхуджаном;
- ччольмен [en] (쫄면) — страва аналогічна «пібім ненмену», але локшина більш важкожувальна;
- мільмен [en] (밀면) — пусанська страва, різновид ненмену;
- Кхоньгуксу — пшенична локшина в соєвому молоці;
- Чаткуксу (잣 국수) — пшенична або гречана локшина в бульйоні з тертими кедровими горіхами і водою. Страва міста Капхен. В цілому аналогічно кхоньгуксу, але володіє більш яскравим, гострим смаком[15];
- Тоньчхімі куксу (동치미 국수) — пшенична або гречана локшина в тоньчхімі.

### Швидкорозчинна локшина
- Рамен — страва, аналогічна японському рамену, але сервіруєму в корейському стилі (наприклад, з кімчі і червоним перцем);
  - Шин Рамьон — «гострий рамен» — популярний бренд рамену.